# Arvo Valton
Arvo Valton (14. prosince 1935 Märjamaa – 26. července 2024) byl estonský prozaik, proslavil se především krátkými povídkami.

## Život
Narodil se 14. dubna 1935 v Märjamaa ve středním Estonsku, v roce 1949 byla jeho rodina deportována na Sibiř, ale v roce 1954 jim bylo povoleno vrátit se zpět do vlasti. Valton v Estonsku dostudoval univerzitu a pracoval jako inženýr. Roku 1968 se stal profesionálním spisovatelem. I přesto, že byl považován za tzv. spolehlivého spisovatele, ne vždy mu bylo dovoleno publikovat.
Je považován za jednoho z nejlepší estonských povídkářů. Vidí v povídce analytický žánr. Při psaní dává okázale najevo autorskou svévoli. Ustanovuje si vlastní zákony vedení příběhu a meze jejich platnosti. Často se v jeho díle objevuje paradox. V jeho raných povídkách je obyčejný člověk považován za nejvyšší hodnotu bytí. Později je vztah jako nástroj analýzy a přemítání, laboratorní manipulace se skutečností. Kritizoval absurdní aspekty technologické revoluce.
Kromě povídek psal divadelní hry, filmové scénáře, libreta, cestopisy či poezii.

## Dílo
Jeho nejznámější sbírka povídek Osm Japonek je složená z povídkových knížek Kaheksa jaapanlannat (Osm Japonek) a Sõnumitooja (Posel), jediný překlad tohoto díla do cizího jazyka. Dle slov Vladimíra Macury se v knize objevují „povídky, v nichž se v zásadě „reálný“ příběh odehrává v „reálném“ prostoru a jeho nositelem zůstává výrazný lidský charakter“. Na Valtonových povídkách je specifické to, že buď postava samotná, nebo situace, ve které se osoba vyskytuje, je nějaký způsobem zvláštní, podivná až vadná. Jako příklad uveďme hlavní postavu z povídky Muž se zeleným batohem, který přijde jednoho dne na nádraží a naruší veškerý pořádek tím, že si stoupne na lavici a začne předčítat. Samo o sobě by na tom nebylo nic moc divného, kdyby ovšem kvůli jeho pravidelnému čtení nebyla ustanovena komise, která dostala za úkol vyzkoumat co čte, proč čte a zdali to není nějakým způsobem nebezpečné pro lidi, kteří v čekárně čekají. Valton zde popisuje bezmocnost nefunkční byrokracie. Dalším příkladem může být hrdina povídky Učenec, který veškerý svůj čas tráví pečlivým zkoumáním sama sebe. Jako příklad podivné situace můžeme uvést povídku Vernandský chléb, kdy se muž ocitne v neznámém městě, kde mu místo chleba prodají bombu. Člověk se snaží uniknout z nezvyklých situací, ale nedaří se mu to a je donucen se smířit se svým osudem (např. v povídce Salmonela se musí hrdina smířit s pobytem v nemocnici, i když si nepřipadá nemocný).
Ďáblova milenka je krátký soubor povídek, který je obsažen ve stejnojmenném sborníku povídek různých estonských autorů. Soubor se skládá ze tří povídek: Ďáblova milenka (Žena se na jednu noc stane milenkou ďábla, má pocit, že ji povzneslo, udělalo lepší, zajímavější, krásnější a poznamenalo ji to na celý život), Nádor (Lékař operuje mozek, ve kterém místo národu najde něco podivného, co ještě nikdy neviděl. Je to lidská duše. Zamyšlení lékaře nad tím, jestli vůbec může něco takového jako duše existovat), V lese (Člověk, se vypraví do lesa, kde se snaží žít, loví zvěř, sbírá bobule, ale vydrží to jen dva dny. Něco ho táhne do civilizace a tak se po dvou dnech vrátí zpět do svého města, do svého světa.)
Povídková kniha Dům plný přízraků se opět nese ve stejném duchu jako Valtonova předchozí díla. Český soubor se zčásti kryje s předchozím českým výborem: znovu je uvedena povídka Muž se zeleným batohem.

## Dílo česky
- Posel. – Kniha stížností. – Dort. Světová literatura. 1976, roč. 21, č. 6, s. 10–21. Přeložil Vladimír Macura.
- Dort. Mladá Fronta 27. 1. 1979, s. 4–5. Přel. Karel Kučera.
- Prémie. Naše rodina 1978, 1, s. 8. Přel. Karel Nebeský.
- Let. Kmen. 1982, č. 43, 27. 10., s. 9. Přeložil Vladimír Macura.
- Aprílové grotesky. 1. vydání. Praha: Lidové nakladatelství, 1983. 240 s. Přeložil Vladimír Macura.
- Dům plný přízraků. 1. vydání. Praha: Lidové nakladatelství, 1983. 131 s. Přeložil Vladimír Macura.
- Osm Japonek (Kaheksa jaapanlannat). Zemědělské noviny 39, 1983, 279, příl. Náš domov, s. 4–5. Přel. Vladimír Macura.
- Osm Japonek (vybrané povídky z knih Kaheksa jaapanlannat a Sõnumitooja). 1. vydání. Praha: Odeon, 1984, 235 s. Přeložil Vladimír Macura. Znovu vydáno roku 1989.
- Smyčka. Svobodné slovo. 1984, roč. 40, č. 12, 14. 1., s. 12. Přeložil Vladimír Macura.
- Budu zase spát (rozhovor). Svobodné slovo 43, 1987, 17. 11., s. 5. Rozhovor vedla Irena Gerová.
- Král. Tvorba. 1988, č. 13, 30. 3., s. 16–17. Přeložil Vladimír Macura.
- Jsem člověk nepokojný (rozhovor). Tvorba 1988, 13, s. 16. Rozhovor vedla Naďa Klevisová.
- Ďáblova milenka. 1. vydání. Praha: Lidové nakladatelství, 1989. S. 11–30. Přeložil Vladimír Macura.
- Setkal jsem se s Václavem Havlem. Literární revue. 1990, roč. 19, č. 5, květen, s. 21– 29. Přeložil Vladimír Macura.
- Havel je mi blízký (rozhovor). Svobodné slovo 46, 1990, 26. 2., s. 4. Rozhovor vedl Aleksandr Veretennikov.
- Co je to štěstí. ROK 1, 1990, 1, s. 41–42. Přel. Vladimír Macura.
- Stát se musí bránit. Baltika 6, 1992, s. 1–2.
- Neznámý skladatel. In Baltskou cestou. Skandinávský dům, Praha 2009, s. 42–44. Přel. Petra Hebedová a Iivi Zájedová
- Pět básní ze sbírky. In Baltskou cestou. Skandinávský dům, Praha 2009, s. 50–51. Přel. Iivi Zájedová a Jiří Žáček.
- Příběh urozeného pána. In Baltskou cestou. Skandinávský dům, Praha 2009, s. 47–49. Přel. Petra Hebedová a Iivi Zájedová.